# Timothy Manning
Timothy Finbar Manning (Ballingeary, 15 novembre 1909 – Los Angeles, 23 giugno 1989) è stato un cardinale e arcivescovo cattolico irlandese.

## Biografia
Nacque a Ballingeary in Irlanda il 15 novembre 1909.
Ricevuta l'ordinazione presbiterale dall'Arcivescovo John Joseph Cantwell il 16 giugno del 1934, nel 1946 fu nominato vescovo ausiliare dell'Arcidiocesi di Los Angeles in California. Fu consacrato dal vescovo Joseph Thomas McGucken ricevendo il titolo di Lesvi.
Dal 1967 ricoprì l'incarico di vescovo della Diocesi di Fresno finché nel 1969 fu inviato a Los Angeles come arcivescovo coadiutore ricevendo il titolo della Diocesi di Capri. Succeduto al Card. James Francis Louis McIntyre come arcivescovo della stessa arcidiocesi nel 1970, Papa Paolo VI gli conferì la porpora nel concistoro del 5 marzo 1973 assegnandogli il titolo di cardinale presbitero di Santa Lucia a Piazza d'Armi.
Morì il 23 giugno 1989 all'età di 79 anni per un carcinoma del polmone.

## Genealogia episcopale e successione apostolica
La genealogia episcopale è:
- Cardinale Scipione Rebiba
- Cardinale Giulio Antonio Santori
- Cardinale Girolamo Bernerio, O.P.
- Arcivescovo Galeazzo Sanvitale
- Cardinale Ludovico Ludovisi
- Cardinale Luigi Caetani
- Cardinale Ulderico Carpegna
- Cardinale Paluzzo Paluzzi Altieri degli Albertoni
- Papa Benedetto XIII
- Papa Benedetto XIV
- Papa Clemente XIII
- Cardinale Bernardino Giraud
- Cardinale Alessandro Mattei
- Cardinale Pietro Francesco Galleffi
- Cardinale Giacomo Filippo Fransoni
- Cardinale Carlo Sacconi
- Cardinale Edward Henry Howard
- Cardinale Mariano Rampolla del Tindaro
- Cardinale Rafael Merry del Val
- Cardinale Giovanni Vincenzo Bonzano
- Arcivescovo Edward Joseph Hanna
- Arcivescovo John Joseph Cantwell
- Arcivescovo Joseph Thomas McGucken
- Cardinale Timothy Finbar Manning

La successione apostolica è:
- Vescovo Juan Alfredo Arzube (1971)
- Vescovo William Robert Johnson (1971)
- Vescovo Manuel Duran Moreno (1977)
- Vescovo Thaddeus Anthony Shubsda (1977)
- Vescovo Phillip Francis Straling (1978)
- Vescovo Donald William Montrose (1983)
- Cardinale William Joseph Levada (1983)
- Vescovo John Thomas Steinbock (1984)